# Tårnby Station
Tårnby Station er en jernbanestation, beliggende under jordniveau ved busterminalen ved Tårnby Torv og Englandsvej på Amager, Tårnby. Den er tegnet af KHR arkitekter.
Stationen blev indviet i forbindelse med åbningen af togforbindelsen til Københavns Lufthavn den 27. september 1998.[kilde mangler] Fra Tårnby afgår tog mod Københavns Lufthavn (Københavns Lufthavn, Kastrup Station) cirka hvert 10. minut, hvor hvert andet tog fortsætter mod Malmø. Den modsatte vej mod København H afgår der også tog cirka hvert 10. minut.
Fra Tårnby Station er der desuden forbindelse til buslinjerne 34 (Bella Center st.-Nøragersmindevej), 36 (Lufthavnen-Nøragersmindevej) og 250S (Bagsværd st.-Dragør Stationsplads)
Desuden kører mellemlange godstog gennem Tårnby Station, f.eks. Railions godstrafik mellem Tyskland og Sverige.

## Antal rejsende
Ifølge Østtællingen var udviklingen i antallet af dagligt afrejsende:
| År   | Antal | År   | Antal |
| ---- | ----- | ---- | ----- |
| 1998 | 2.072 | 2004 | 1.934 |
| 2000 | 2.513 | 2005 | 2.104 |
| 2001 | 1.901 | 2006 | 2.508 |
| 2002 | 2.108 | 2007 | 2.330 |
| 2003 | 2.045 | 2008 | 2.099 |